# Азербайджано-русская практическая транскрипция
Азербайджано-русская практическая транскрипция описывает правила русской передачи азербайджанских имён собственных, для которых не существует исторически сложившейся (традиционной) передачи.

## Отдельные буквы
| Латиница | Кириллица | МФА     | Транслитерация |
| -------- | --------- | ------- | --- |
| A a      | А а       | [ɑ(ː)]  | После g, k: я В остальных случаях: а                                                                                            |
| B b      | Б б       | [b]     | Б |
| C c      | Ҹ ҹ       | [d͡ʒ]    | Дж |
| Ç ç      | Ч ч       | [t͡ʃ]    | Ч |
| D d      | Д д       | [d]     | Д |
| E e      | Е е       | [ɛ(ː)]  | В начале слова: э В остальных случаях: е                                                                                        |
| Ə ə      | Ә ә       | [æ(ː)]  | В начале слова: а После c, ç, f, h, x, j, q и ş: а После g, k, l: я После остальных согласных: е                                |
| F f      | Ф ф       | [f]     | Ф |
| G g      | Ҝ ҝ       | [ɟ]     | Г |
| Ğ ğ      | Ғ ғ       | [ɣ]     | Г |
| H h      | Һ һ       | [h]     | Обычно: х Иногда устоялось в начале слова: г                                                                                    |
| X x      | Х х       | [χ]     | Х |
| I ı      | Ы ы       | [ɯ]     | Ы |
| İ i      | И и       | [ɪ(ː)]  | И |
| J j      | Ж ж       | [ʒ]     | Ж |
| K k      | К к       | [c]     | К |
| Q q      | Г г       | [g]     | Г Иногда устоялось: к |
| L l      | Л л       | [l/ɫ]   | В конце слова после гласных e, ə, i, ö, ü: ль Перед согласными (кроме l) после гласных e, ə, i, ö, ü: ль В остальных случаях: л |
| M m      | М м       | [m]     | М |
| N n      | Н н       | [n]     | Н |
| O o      | О о       | [ɔ]     | После k, g: ё В остальных случаях: о                                                                                            |
| Ö ö      | Ө ө       | [œ]     | В начале слова: о После согласных: ё                                                                                            |
| P p      | П п       | [p]     | П |
| R r      | Р р       | [r]     | Р |
| S s      | С с       | [s]     | С |
| Ş ş      | Ш ш       | [ʃ]     | Ш |
| T t      | Т т       | [t]     | Т; сочетание ts в заимствованиях: ц                                                                                             |
| U u      | У у       | [u(ː)]  | У |
| Ü ü      | Ү ү       | [ʏ]     | В начале слова: у После согласных: ю                                                                                            |
| V v      | В в       | [v/w/ɥ] | В |
| Y y      | Ј ј       | [j]     | После гласных перед согласными: й В конце слова: й В сочетаниях с гласными: см. ниже                                            |
| Z z      | З з       | [z]     | З |

Некоторые названия и имена сохраняют традиционную передачу: Füzuli — Физули, Rüstəm — Рустам, Dövlət — Довлят.
Апостроф (') не передаётся. Удвоенные согласные передаются двумя буквами.

## Сочетания
| Сочетание | В начале слова | После гласной | После l и одновременно перед e, ə, i, ö, ü | После согласной внутри морфемы | После согласной на стыке корней |
| --------- | -------------- | ------------- | ------------------------------------------ | ------------------------------ | ------------------------------- |
| ya, yə    | я              | я             | я                                          | ья                             | ъя                              |
| ye        | е              | е             | е                                          | ье                             | ъе                              |
| yi        | йи             | йи            | йи                                         | йи                             | йи                              |
| yı        | йы             | йы            | йы                                         | йы                             | йы                              |
| yo, yö    | ё              | ё             | ё                                          | ьё                             | ъё                              |
| yu, yü    | ю              | ю             | ю                                          | ью                             | ъю                              |

## Написание составных названий
Если в азербайджанское название входит слово, обозначающее род объекта, то оно исключается из передачи, если записывается отдельно, и включается, если записывается слитно:
- Göytəpə çayı — река Гёйтепе
- Küküçay — река Кюкючай

Названия, состоящие из нескольких слов, пишутся через дефис, все части начинаются с заглавной буквы:
- Orta Ləki — Орта-Ляки